# Heinrich Fulsche
Heinrich Fulsche (ur. 1913, zm. ?) – zbrodniarz hitlerowski, członek załogi obozu koncentracyjnego Mauthausen-Gusen i SS-Oberscharführer.
Członek NSDAP (od 1937) i Waffen-SS. W latach 1940–1942 był drugim kierownikiem komanda więźniarskiego w kamieniołomach Wienergraben obozu koncentracyjnego Mauthausen. Znęcał się nad podległymi mu więźniami.
Fulsche został osądzony w dwudziestym procesie załogi Mauthausen-Gusen przed amerykańskim Trybunałem Wojskowym w Dachau. Skazany został na karę śmierci przez powieszenie. Wyrok jednak unieważniono ze względu na błędy proceduralne.